# Pilar de Valderrama Alday
Pilar de Valderrama Alday (Madrid, 27 de setembre de 1889 - Madrid, 15 d'octubre de 1979) va ser una poetessa i dramaturga espanyola enquadrada en el postmodernisme, coneguda com a Guiomar gràcies a la relació que mantingué amb Antonio Machado entre 1928 i 1936.

## Biografia
Pilar Valderrama, pertanyent a l'alta burgesia madrilenya, va dedicar des de molt jove gran part de la seva activitat a alternar en ambients culturals. Va ser membre del Lyceum Club Femení, associació fundada el 1926, que servia com a lloc de trobada de dones intel·lectuals i artistes. Va formar tertúlia amb Concha Espina, María de Maeztu, Zenobia Camprubi i Mabel Rick. Casada als dinou anys amb l'enginyer Rafael Martínez Romarate, que després de la guerra va dirigir la luminotècnia del teatre María Guerrero de Madrid, i amb el qual va tenir tres fills, va reunir a casa seva altres figures del moment, com ara Cansinos Assens, Luis Araujo-Costa, Huberto Pérez de la Ossa, Luís Ruiz Contreras o l'escultor Victorio Macho.
Va posar en marxa a casa seva el «Teatre Íntim Fantasio», teatre de cambra, on es van dur a terme representacions d'Aristòfanes i Jacinto Benavente entre altres autors, i el seu quadre poètic El somni de les tres princeses, destacant la seva escenografia i la il·luminació.
El 1930 va ser nomenada membre corresponent de la Reial Acadèmia Hispanoamericana de Cadis.
La seva figura va adquirir més notorietat a partir de 1981, amb la publicació pòstuma del seu llibre de memòries Sí, soy Guiomar, que va confirmar públicament que ella era la Guiomar de les poesies d'Antonio Machado, com ja s'intuïa en cercles literaris des de 1964. En la seva selecció de records i evocacions llegim en les cartes del poeta (cartes 9, 13, 32) com aquest va incloure uns versos de Pilar de Valderrama en el llibret de La Lola se va a los puertos, obra teatral escrita en col·laboració amb el seu germà Manuel.

## Relació amb Antonio Machado
Iniciada probablement el 1928, la secreta relació entre Pilar de Valderrama i Antonio Machado no es va revelar fins al 1950. En aquest any, onze després de la mort de Machado, un llibre de Concha Espina va venir a descobrir l'idil·li aportant còpies fotogràfiques de les cartes del poeta però amagant el nom de l'estimada que hi havia darrere del de Guiomar. La seva identitat va quedar oculta fins al 1981, amb la publicació de les memòries deliberadament pòstumes de Pilar de Valderrama, acompanyades de les 36 úniques cartes que ella conservava de les més de 240 que li va escriure Machado. Amb la falta absoluta de testimonis, aquestes memòries, les cartes i els mateixos versos de Machado a Guiomar són les úniques fonts directes de la seva relació.
Segons que relatà ella en el seu llibre al març de 1928, tenint ella trenta-vuit anys, el seu espòs li havia confessat la seva infidelitat amb una jove que s'acabava de suïcidar. El natural despit i la confusió la van portar a buscar descans i solitud a Segòvia, on el poeta era professor de francès a l'institut. Però no va ser en aquesta ocasió quan va conèixer Machado, sinó durant un segon viatge a aquesta ciutat al juny d'aquell mateix any. Llavors li va enviar una carta de presentació de part de María Calvo, germana de l'actor Ricardo Calvo, amic de Machado, i ell es va presentar a saludar-la al seu hotel. Pilar de Valderrama el va convidar a sopar l'endemà a l'hotel i el poeta, que estava a punt de fer cinquanta-tres anys, segons sembla, se'n va enamorar des del primer instant. Encara que Valderrama li va advertir que, per la seva condició de casada, només podria oferir-li una amistat.

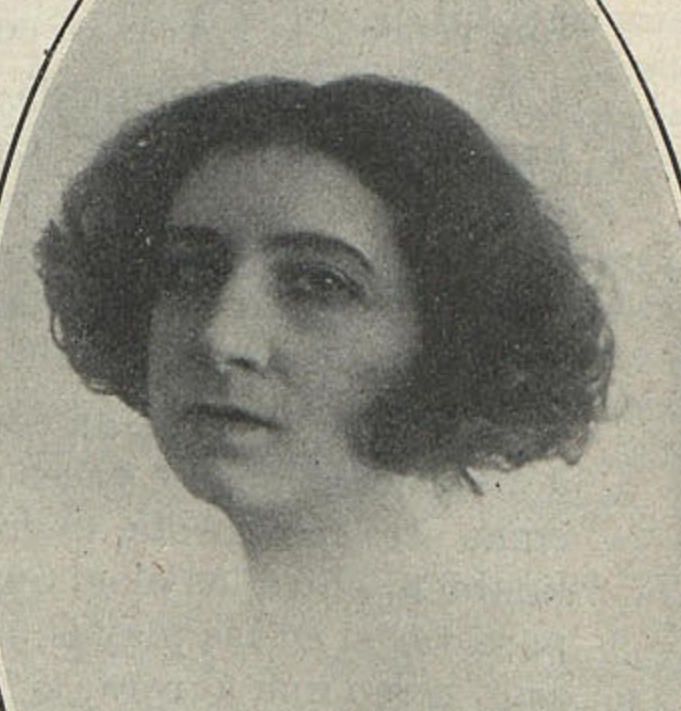
Pilar de Valderrama c. 1924

La seva relació, la castedat de la qual afirma Pilar i certifiquen les queixes de Machado en moltes de les seves cartes, al llarg dels gairebé vuit anys que va durar, quedava limitada a cites setmanals a Segòvia o a Madrid (primer als jardins de la Moncloa i després en un apartat cafè prop de Cuatro Caminos al qual tots dos anomenaven «el nostre racó» o el «racó conventua»”); complementant-se amb un correu secret, a raó d'una o dues cartes per setmana. En totes les seves cartes Machado es presenta com «el teu poeta» i la invoca a ella com la seva «deessa». Quan no poden veure's, acorden mantenir a hora fixa una cita imaginària anomenant aquest moment de mútua comunió espiritual «el tercer món», al qual al·ludeix Machado repetidament en les seves cartes, i que dona títol a una obra teatral de Pilar de Valderrama.
El 1935, ella va posar com a pretext la inseguretat dels carrers a Madrid per cancel·lar les seves secretes cites setmanals en el cafè de Cuatro Caminos i, a partir de llavors, només es van comunicar per carta; relació epistolar que es va tancar definitivament al març de 1936, quan el marit d'ella va creure prudent exiliar-se amb tota la seva família a Estoril, des d'on la censura de fronteres llavors existent els va impedir continuar la secreta correspondència (sempre segons Pilar de Valderrama).
Machado va continuar escrivint versos a Guiomar. Entre els quals sobresurt el sonet inclòs —i en certa manera camuflat— en les seves poesies de guerra; sonet escrit a València i, en opinió dels més romàntics, última de les seves secretes cartes a Pilar de Valderrama, a qui Machado suposava encara refugiada a Estoril.
De mar a mar, entre los dos la guerra
más honda que la mar. En mi parterre,
miro a la mar que el horizonte cierra.
Tú asomada, Guiomar, a un finisterre,

miras hacia otra mar, la mar de España
que Camoens cantara, tenebrosa.
Acaso a ti mi ausencia te acompaña.
A mí me duele tu recuerdo, diosa.

La guerra dio al amor el tajo fuerte.
Y es la total angustia de la muerte,
con la sombra infecunda de la llama

y la soñada miel de amor tardío,
y la flor imposible de la rama
que ha sentido del hacha el corte frío.
Machado mai no va revelar la seva relació, ni tan sols a la seva mare o germans. En l'abric del poeta es van trobar, després de la seva mort, un paper gargotejat al llapis amb la frase de Shakespeare «ser o no ser», un últim vers alexandrí: «Estos días azules y este sol de la infancia...», i una quarteta de Otras canciones a Guiomar (a la manera d'Abel Martín i Juan de Mairena), corregida així: Y te daré mi canción: / Se canta lo que se pierde / con un papagayo verde / que la diga en tu balcón.
Però el 1938 ella ja no era a Estoril, perquè el 1937 va poder tornar a Espanya, a una casa que la seva sogra tenia a Palència i a la finca «El Carrascal», al costat de Paredes de Nava.

### Pilar de Valderrama sense Machado
Segons alguns biògrafs, va ser la finca de «El Carrascal» la inspiradora del nom de Guiomar, pel fet de trobar-se en l'antic senyoriu del poeta Jorge Manrique (pel qual, pel que sembla, tant Antonio com Pilar sentien veneració), poeta castellà que va dedicar alguns versos a la seva estimada esposa Guiomar de Castañeda. Segons el relat de Pilar va ser en aquesta finca on li va arribar la notícia de la mort del poeta, mesos després de succeïda. També passarien alguns anys perquè tingués coneixement de l'última 'carta-sonet' de Machado.
El 1938 —i dins de l'Espanya franquista— Pilar de Valderrama i el seu marit, com a membres del Teatre Nacional muntat i dirigit per Luis Escobar van fer gira representant moltes obres del teatre clàssic tradicional.
Establerta de nou a Madrid des de 1940, Pilar de Valderrama va intercanviar confidències amb la seva amiga Concha Espina, descobrint-li en 1950 la seva relació amb Machado; la novel·lista la va animar a fer-ho públic «en honor del millor coneixement del poeta». Pilar va acceptar a condició de continuar ella en l'anonimat. D'aquesta manera es descobrien aquestes dades íntimes de Machado amb la raó d'«explicar a la fi» aquells versos que fins llavors i per a alguns «resultaven inexplicables». Pilar de Valderrama va morir el 1979, pocs dies després de complir noranta anys. Les seves memòries es van publicar dos anys després i les cartes de Machado van ser donades a la Biblioteca Nacional.

## Obra

### Poesia
- Las piedras de Horeb (Madrid, 1923). El seu primer llibre de poesia en edició limitada de cinc-cents exemplars, amb il·lustracions del seu marit i portada del seu cunyat, Victorio Macho.
- Huerto cerrado (Madrid, 1928). El seu llibre preferit, que revela les lectures de Berceo, Manrique, Joan de la Creu, Luis de León i Gustavo Adolfo Bécquer.
- Esencias (Madrid, 1930). Amb poemes en vers i prosa. Escrit ja després de conèixer Machado, que ho va ressenyar en Los lunes de El Imparcial de Madrid el 5 d'octubre de 1930.
- Holocausto (Madrid, 1943). Dedicat al seu fill mort en joventut. Prologat per un sonet de Manuel Machado.
- Obra poética (Madrid, 1958). Antologia, que inclou a més Espacio, escrit en 1949.
- Pilar de Valderrama (Guiomar), De mar a mar (Madrid, 1984). Antologia pòstuma amb algunes poesies inèdites, amb pròleg de Carlos Murciano, que ja en el títol explicita la seva relació amb Antonio Machado.
- Evocación. Antologia poética (Madrid, 2020).

### Teatre
- El tercer mundo (Teatre de dones. Tres autores espanyoles, pròleg de Cristóbal de Castro, Madrid, 1934). Escrita abans de juliol de 1930 segons testimonia Antonio Machado en una de les seves cartes d'aquesta data.
- La vida que no se vive. No publicada, també prèvia a juliol de 1930 segons la mateixa carta d'Antonio Machado.[9] Va ser llegida a l'Ateneu madrileny el 1970.
- Sueño de las tres princesas, també inèdita, estrenada en 1929 en el seu teatre domèstic «Fantasio».[19]
- Lo que vale más, inèdita, estrenada en el seu teatre domèstic «Fantasio».

### Autobiografia
- Si, soy Guiomar. Memorias de mi vida. (Barcelona. 1981). Amb l'epistolari de Machado.